# روبرت سميث (لاعب البولنغ)
روبرت سميث (بالإنجليزية: Robert Smith)‏ هو لاعب البولنغ ‏ أمريكي، ولد في 16 يناير 1974 في سيمي فالي في الولايات المتحدة.